# Оливия Кук
Оливия Кейт Кук (на английски: Olivia Kate Cooke) е английска актриса. Участва в телевизионните сериали Мотел Бейтс (2013 – 2017), Венити Феър (2018), Куци коне (2022) и Домът на дракона (от 2022). Играе също във филмите Уиджа (2014) и Играч първи, приготви се (2018).

## Биография
Родена е на 27 декември 1993 г. в Олдъм, Голям Манчестър. Майка ѝ е търговски представител, а баща ѝ е полицай. Родителите ѝ се развеждат, когато е още дете, като след това тя заживява заедно със сестра си при майка си. Започва да се занимава с актьорско майсторство на 8-годишна възраст.